# Geckolepis polylepis
Geckolepis polylepis là một loài thằn lằn trong họ Gekkonidae. Loài này được Boettger mô tả khoa học đầu tiên năm 1893.